# Qualis pater, talis filius
La frase latina Qualis pater, talis filius vuol dire: «Quale (è) il padre, tale (è) il figlio». In altre parole, il figlio è simile a suo padre.
È spesso citata in una forma lievemente diversa: Talis pater, talis filius.
Si ripete quest'antico proverbio a significare (più spesso, ma non necessariamente, con riferimento a qualità non buone) che il carattere e le tendenze d'ognuno derivano per via ereditaria dal padre, o dagli antenati in genere; oppure per rilevare l'importanza, nel bene e nel male, dell'esempio paterno; o infine, più semplicemente, per affermare, sovente in tono scherzoso, una qualunque somiglianza tra un certo padre e un certo figlio.